# Rodolfo Alonso
Rodolfo Alonso (* Oktober 1934 in Buenos Aires, Argentinien; † 19. Januar 2021) war ein argentinischer Dichter, Übersetzer, Essayist und Herausgeber. Er war eine der gewichtigsten Stimmen der zeitgenössischen Lyrik seines Heimatlandes.

## Werke (Auswahl)
- Die Kunst des Schweigens (2009)
- Durst sein (2009)
- Das ganze Leben (2009)
- Unerledigte Gedichte (2010)

## Auszeichnungen (Auswahl)
- Argentinischer Nationalpreis für Lyrik (1997)
- Großer Ehrenpreis der Argentinischen Stiftung für Poesie (2004)
- Auszeichnung durch das Internationale Poesiefestival Medellín (2006)

## Literarische Übersetzungen
Als Übersetzer hat Alonso Texte von Giuseppe Ungaretti, Paul Éluard, Marguerite Duras, Eugenio Montale, Pier Paolo Pasolini, Georges Schehadé, Charles Baudelaire, André Breton und vielen mehr in die spanische Sprache übertragen. 